# Schoenoplectus lacustris
Schoenoplectus lacustris, denumită popular țipirig, este o specie de papură (din genul Schoenoplectus) care crește în apa dulce a lacurilor din Europa și din unele zone învecinate.

## Descriere
Schoenoplectus lacustris crește pînă la înălțimea de 3,5 metri, cu tulpini de 5-15 milimetri grosime. Majoritatea frunzelor plantei S. lacustris devin iarna teci în jurul tulpinei, dar frunze cu lungimea de până la 100 de centimetri pot crește sub apă. Inflorescența se formează în partea de sus a tulpinei și conține 3-10 ramuri, fiecare dintre ele putând avea lungime de până la 10 centimetri și putând fi împărțite din nou în ramuri scurte. Florile sunt în formă de spiculețe, fiecare dintre ele având lungimea de 6-15 mm și lățimea de 3-5 mm.
Tulpinile de S. lacustris sunt rotunde în secțiunea transversală, în contrast cu tulpinile triunghiulare rotunjite ale altor specii din cadrul genului, cum ar fi S. triqueter și S. pungens. Tulpinile de S. tabernaemontani sunt, de asemenea, rotunde, dar S. tabernaemontani este o plantă mai mică, cu înălțimea mai mică de 1,5 metri și cu doar două stigmate pe floare.

## Răspândire
Schoenoplectus lacustris este larg răspândită în Europa, deși destul de rară în nordul îndepărtat, și se extinde în est către Asia până în Mongolia. Ea este întâlnită, de asemenea, în mai multe locuri de pe țărmul nord-african al Mării Mediteranene și a fost aclimatizată în Haiti.

## Taxonomie
Specia a fost descrisă pentru prima dată de către Carl Linnaeus sub numele „Scirpus lacustris” în lucrarea Species Plantarum (1753). A fost inclusă în genul Schoenoplectus atunci când Eduard Palla a scos-o din subgen și a introdus-o în acest gen în anul 1888. Două subspecii sunt recunoscute: S. lacustris subsp. lacustris, întâlnită în toată zona sus-menționată, și S. lacustris subsp. hippolyti, care se găsește într-o zonă situată din munții Caucaz până în munții din Asia Centrală.

## Legături externe
- Materiale media legate de Schoenoplectus lacustris la Wikimedia Commons
- Date legate de Schoenoplectus lacustris la Wikispecies